# PalaOreto
Il PalaOreto è un palazzetto dello sport di Palermo. Il palazzetto dello sport è gemello al contemporaneo PalaMangano (già PalaUditore) situato nella zona Nord della città.

## Storia
Il palazzetto è stato finanziato grazie ai fondi delle XIX Universiade del 1997, i lavori per la sua costruzione sono iniziati il 23 febbraio 1998 e sono terminati ne dicembre del 2000, oltre un anno dopo il suo gemello. Il costo della costruzione è stato di 11.405.000.000 di lire.

## Estensione
Ha un'estensione di circa 10.000 m² e si trova al confine tra il quartiere Falsomiele-Borgo Ulivia e il quartiere Chiavelli-Santa Maria di Gesù.

## Edificio
L'edificio dispone di una copertura lignea e fonoassorbente che consente l'utilizzo dell'edificio non solo per eventi sportivi ma anche musicali. Le specifiche del campo consentono lo svolgimento di partite internazionali di pallavolo, pallacanestro e pallamano.